# Die Regentrude

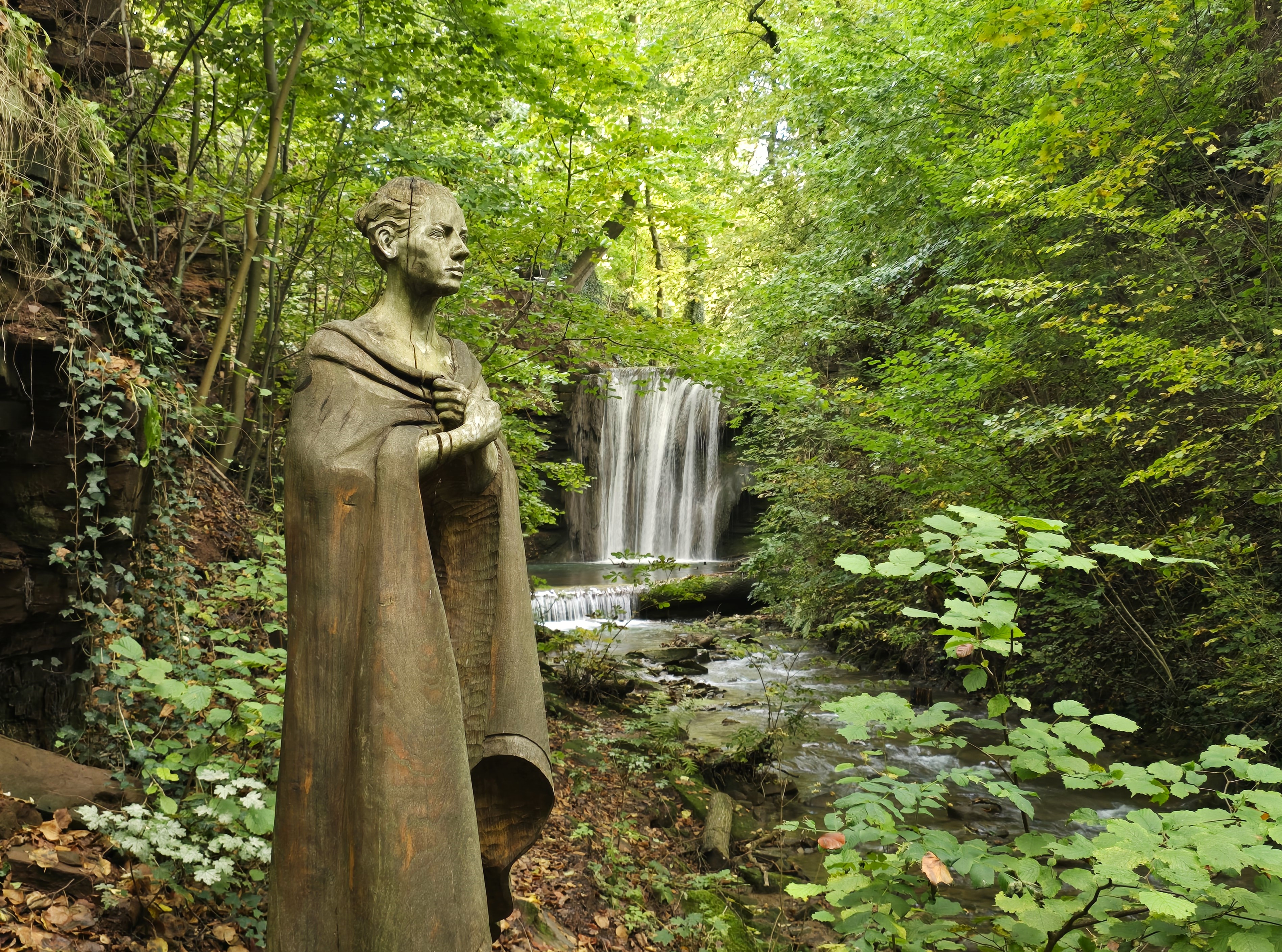
Die Regentrude vor dem Wasserfall der Geislede zu Heilbad Heiligenstadt

Die Regentrude ist ein Kunstmärchen des deutschen Dichters Theodor Storm. Es stammt aus dem Jahre 1863.

## Handlung
Der erste Satz der Geschichte schildert einen übermäßig warmen Sommer vor hundert Jahren. Eine furchtbare Dürreperiode lässt die Pflanzen verdorren und das Vieh verdursten. Die Menschen leiden unter der unerträglichen Hitze.
Nur der Wiesenbauer hatte schon vor Jahren eine tiefgelegene Wiese erworben, die noch genug Feuchtigkeit besitzt, um die Heuernte reichhaltig ausfallen zu lassen.
Die von der Hitze heimgesuchte Landwirtschaft verursachte eine Teuerung, von der einzig der Wiesenbauer profitierte.
Er kann es sich sogar leisten, seiner Nachbarin, der etwa 50-jährigen Mutter Stine, einen Kredit über 50 Taler über den Rückzahlungstermin hinaus zu stunden.
Doch selbst dabei verliert er seinen Vorteil nicht aus den Augen und fordert Stines verbliebene Ländereien zum Pfand.
Während dieses Gesprächs rügt er das Verhältnis zwischen Stines Sohn Andrees und seiner Tochter Maren, für die er nun, da es seiner Wirtschaft blendend geht, eine bessere Zukunft plant.
Andrees, obwohl dem Dorf als tüchtiger junger Bauer bekannt, ist ihm als Schwiegersohn nicht mehr wohlhabend genug.
Stolz brüstet sich der Wiesenbauer seiner Klugheit, da er doch einst mit Andrees’ Vater dessen nun trocken daliegenden Höhenwiesen gegen das sumpfige Tiefland eintauschte.
Die nachfolgenden heißen Sommer hatten ihm recht gegeben.
Resignierend bemerkt darauf Mutter Stine, dass die Regentrude wohl eingeschlafen sei.
Der Wiesenbauer hält die Regentrude für „Gefasel“ und gibt nichts auf die alten Geschichten.
Mutter Stine jedoch weiß, dass die Regentrude in einem ähnlich heißen Sommer vor langer Zeit von ihrer Urahne geweckt worden ist, und nennt den Wiesenbauern einen Neugläubigen.
Übermütig erklärt der Wiesenbauer, wenn es Mutter Stine gelinge, „… binnen heut und vierundzwanzig Stunden …“ Regen zu schaffen, dann möge Andrees seine Tochter Maren heiraten.
Maren hört dies und ruft den zufällig anwesenden alten Vetter Schulze und Mutter Stine zum Zeugnis dieses Eheversprechens auf.
Mutter Stine weiß zu berichten, dass die Urahne einst mit einem besonderen Spruch die Regentrude erweckte; sie kann sich aber beim besten Willen nicht mehr auf den genauen Wortlaut besinnen.
Die Urahne starb, als Stine selbst noch ein Kind war.
Da aber betritt Andrees die Stube.
Er trägt ein verdurstetes Schaf bei sich und berichtet, er sei auf der Weide gewesen und habe dort einen Kobold getroffen, welcher Fragmente des Spruchs vor sich hingesungen habe.
Mit Hilfe dieser Fragmente kann Stine den ganzen Spruch rekonstruieren: 
Dunst ist die Welle,

Staub ist die Quelle!

Stumm sind die Wälder,

Feuermann tanzet über die Felder!

Nimm dich in Acht,

Eh' du erwacht,

Holt dich die Mutter

Heim in die Nacht!

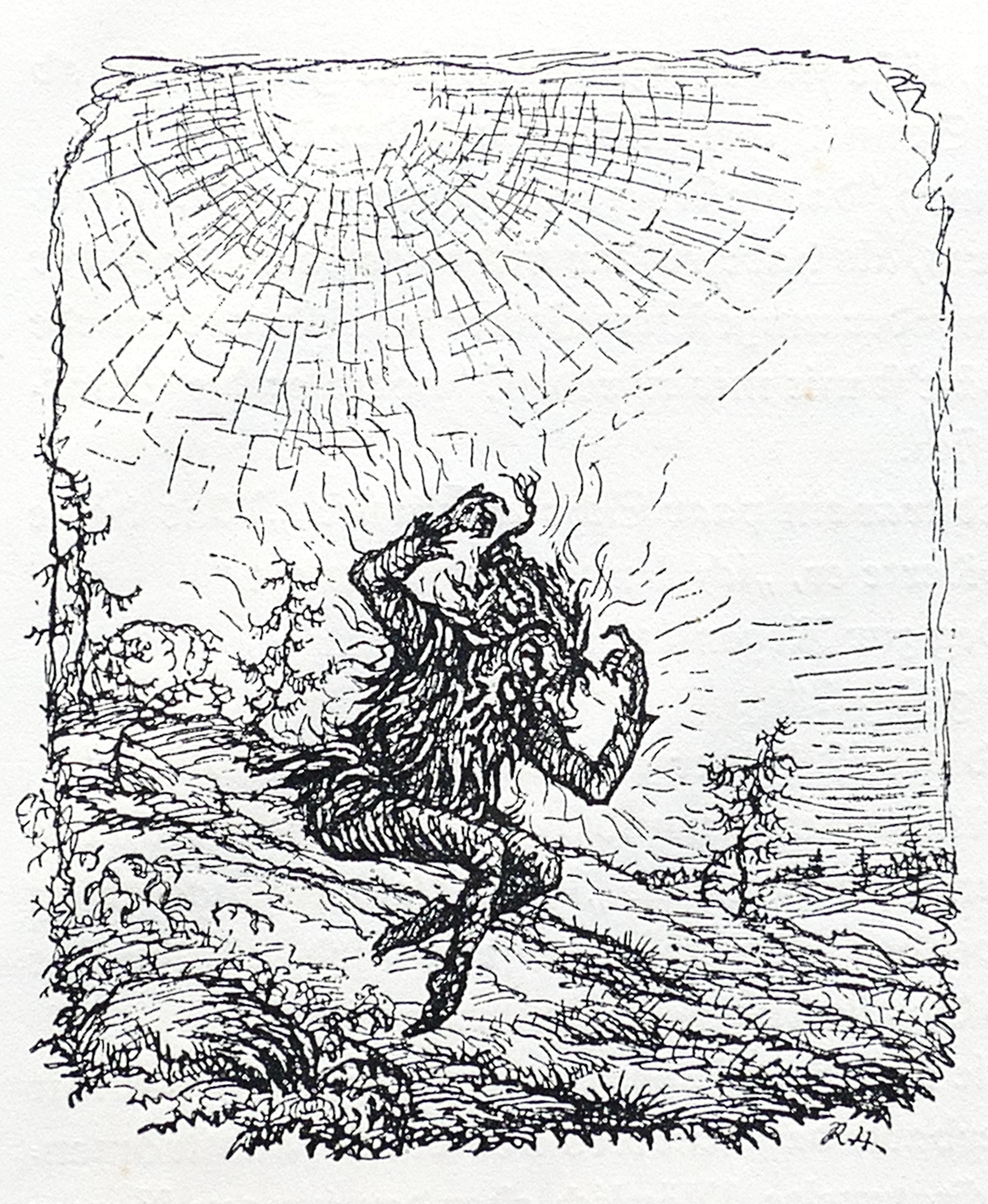
Der Feuermann (Federzeichnung von Rolf von Hoerschelmann)

Nun fehlt den jungen Leuten nur noch der Weg hin zur Regentrude.
Andrees verspricht, er wolle noch einmal versuchen, dem Kobold das Geheimnis abzulauschen.
Tatsächlich trifft er den Feuermann auf seinen versengten Feldern, und dieser weiß bereits über Andrees’ Vorhaben Bescheid.
Der Feuermann dünkt sich so unendlich klüger als der vermeintliche dumme Bauernbursch (sein kleiner Finger sei viel klüger als manch großer Kerl) und weidet sich daran. Dabei verrät er in seiner Häme und seinem Übermut alles, den Weg und die Bedingung, dass nur eine Jungfrau die Regentrude aufwecken kann. Als Andrees geht, freut sich der Feuermann: „Der Kindskopf, der Bauerlümmle dachte mich zu übertölpeln und weiß noch nicht, dass die Trude sich nur durch das rechte Sprüchlein wecken lässt. Und das Sprüchlein weiß keiner als Eckeneckepenn, und Eckeneckepenn, das bin ich!“ 

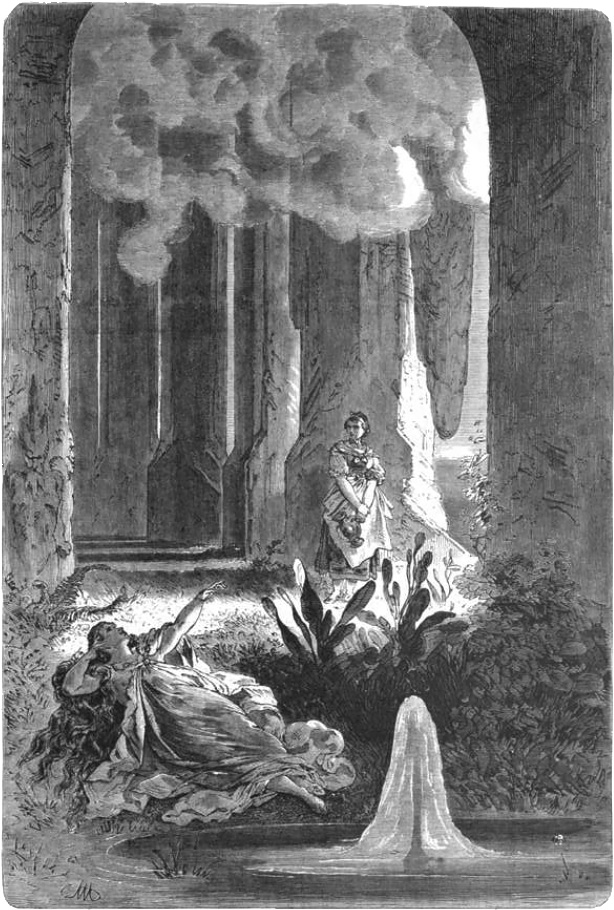
Maren geht zum Brunnen.
Illustration zur Erstveröffentlichung (Anton Muttenthaler 1864)

Schon am nächsten Tage machen sich die beiden jungen Leute in aller Frühe auf den Weg und finden auch bald die hohle Weide. Durch das lange Herabsteigen in ihrem dunklen Stamm gelangen sie in eine Unterwelt, deren Landschaft sich zwar von der ihrigen unterscheidet, dennoch aber ebenfalls unter einer gewaltigen Dürre leidet. Sie spüren eine unerträgliche Hitze während sie eine unendlich lange Allee dürrer Bäume entlanggehen. Da vermeint Andrees, dass diese Hitze durch die unsichtbare Begleitung des Feuermannes entstehe. Als Maren nicht mehr weiterkann, gibt ihr Andrees von dem Met der Urahne, den ihnen Stine mitgab, zu trinken, was sie sofort stärkt. Bis zu einem weitläufigen Garten mit ausgetrockneten Flussbetten begleitet Andrees die Freundin. Ab hier muss sie nun allein gehen durch das Becken eines ausgetrockneten Sees bis zu einer Felswand, von der einst ein Wasserfall sich ergoss. Dort in der Felswand, so grau wie der Fels, findet sie denn auch eine schlafende Frauengestalt – eine hochgewachsene, edle Erscheinung, die früher einmal sehr schön gewesen sein musste, nun aber bleiche und eingefallene Augen, Lippen und Wangen hat. „Aber die da schläft nicht, das ist eine Tote!“ Maren kniet nieder, nimmt allen Mut zusammen und sagt das Sprüchlein auf. Unter dem Wutschrei des Feuermanns ist die Regentrude erwacht und steht vor ihr. Diese fragt, was sie wolle. Maren schildert das schreckliche Leiden der Natur unter der Trockenheit. Da begreift die Regenfrau, dass es hohe Zeit ist. Noch aber ist das Werk nicht getan. Erst muss Maren noch den Brunnen in einem bis in den Himmel aufragenden Schloss aufschließen, vorher den glühenden Schlüssel mit geschöpftem Wasser kühlen, immer noch bedroht vom Feuermann. Kaum ist dies aber geschehen, verwandelt sich auch die Regentrude wieder in eine wunderschöne blühende Frau, das Gespinst an der wegen der Ferne nicht zu sehenden Schlossdecke wird zu Regenwolken, die von der Regentrude und auch von Maren durch Klatschen in die Welt gesandt werden. Die Welt hat sich verändert. Überall strömt wieder das Wasser. Die beiden jungen Frauen sind sich nahe. Maren erfährt, wie wichtig es war, dass sie die Regentrude geweckt hatte. Sie hätte sonst in die Erde hinabmüssen und der Feuermann wäre der Herr über die Erde geworden. Nun löscht das aufbrausende Wasser um das Schloss den Feuermann mit Prasseln und Heulen unter dem Entstehen einer riesigen Dampfwolke. Die Regentrude erzählt Maren von den Zeiten, als sie noch von den Menschen geehrt und geachtet wurde. Als die Menschen sie jedoch später vergaßen, schlief sie immer wieder vor Langeweile ein.
Die Regentrude begleitet Maren zurück zu dem wartenden Andrees. Doch Maren hat Angst davor, dass Andrees beim Anblick der wunderschönen Regentrude seinen Kopf verlieren könnte. Die Regentrude akzeptiert dies und verabschiedet sich von ihr vor dem Treffen mit Andrees mit den Worten: „Schön bist du, Närrchen!“ Sie weist auf einen Kahn, mit dem beide nun auf kürzestem Weg über den Dorfbach zu ihrem Dorf zurückschwimmen können.
Zweimal gedenkt Maren, dass sie mit ihrem Tun gegen die Interessen ihres Vaters verstößt: Sie hat sich davongestohlen, ihn belogen und ihm nicht am Morgen sein Warmbier bereitet, um die Regentrude zu wecken. Nun sieht sie die Wiesen ihres Vaters überschwemmt – das Hochwasser schwemmt sein Heu weg. Sie denkt: „Was tut man nicht um seinen Schatz“. Andrees drückt ihre Hand und sagt: „Der Preis ist nicht zu hoch.“
Seines Versprechens eingedenk und dem kühlen Geschäftskalkül folgend, das dem Wiesenbauern sagt, dass er mit dem einsetzenden Regen nun wieder mit seinen Tieflandwiesen den schlechteren Teil erwischt hat, richtet er die Hochzeit zwischen Maren und Andrees aus. Diese findet bei strahlendem Himmel statt, aus dem nur ein winziges Wölkchen ein paar Regentropfen auf die Braut herabsendet, der Segen der Regentrude. Danach betritt das Paar die Kirche „… und der Priester verrichtet sein Werk.“

## Entstehung
Die Regentrude erschien erstmals am 30. Juli 1864 in der Leipziger Illustrierten Zeitung Nr. 43, mit dem Zusatz „ein Mittsommermärchen“. Storm schrieb das Märchen in Heiligenstadt über Weihnachten 1863 in nur 12 Tagen, als er wegen Röteln das Bett hüten musste, wie er in seinem Brief vom 18. Januar 1864 an Harthmut Brinkmann mitteilte. Angeregt wurde er dabei von der malerischen Scheuche, einem Wasserfall des Flüsschens Geislede im heutigen Kurpark von Heilbad Heiligenstadt.

## Bedeutung
Das Märchen Die Regentrude verweist auf die vorchristlichen Religionen im norddeutschen Raum. Die Regentrude erinnert stark an Frau Holle, diese bringt Wasser, jene den Schnee. Beide können für Menschen nur durch gefährliche Abstiege in die Unterwelt (durch die hohle Weide bzw. durch den Sturz in den Brunnen) erreicht werden. Es sind Bilder archaischer Naturgöttinnen, denen Menschen Opfergaben mit der Bitte für reiche Ernte und günstige Witterung brachten. Im Zuge der Christianisierung wurden sie dämonisiert und verschwanden aus dem Gedächtnis der Menschen. Aber in den Volkserzählungen und Sagen leben sie weiter. 1881 in einem Brief an Erich Schmidt sagt Storm selbst, dass er die Figuren diesen entlehnt hat.
Der Feuermann hat Ähnlichkeiten mit dem Rumpelstilzchen aus dem gleichnamigen Märchen der Gebrüder Grimm. Kurioserweise weist der Kobold sich den Namen Eckeneckepenn zu, der doch eigentlich ein Meermann, also ein Wesen des feuchten Elementes ist.
Storm lässt erkennen, dass das Gleichgewicht Mensch-Natur empfindlich gestört wurde, als die Menschen den alten Naturgöttinnen den schuldigen Respekt und die Verehrung versagten. Jacqueline Peter weist darauf hin, dass auch die „bäuerliche Dorfgemeinschaft keineswegs ein naturbehaftetes Kollektiv ist, sondern eine ‚moderne Gesellschaft‘, deren bürgerlich-kapitalistische Struktur auf sozialer und finanzieller Ungleichheit beruht“. „Die Dominanz des Männlichen in der Gesellschaft ist auffallend und ausschließlich negativ behaftet. Das Weibliche nimmt eine eher passive Rolle ein und ordnet sich unter, ganz nach der bürgerlichen Geschlechterordnung.“ Aber die Rettung, die Heilung besteht in der Auferweckung, in der Wiedereinsetzung des Weiblichen als Trägerin des Lebens in die ihm gebührende gesellschaftliche Rolle, ebenbürtig dem Männlichen. „Der Schlüssel liegt in der Rückbesinnung auf Werte wie Naturverbundenheit und Respekt vor der Schöpfung. ... Theodor Storm stellt eine gespaltene Welt dar, die jedoch überwunden wird. Das Märchen gipfelt in einer prächtigen Vereinigung und Aufheben aller Gegensätze, ein utopischer Ort wird erschaffen.“

## Film
- 1976: Die Regentrude, DDR, DEFA-Film, 63 Minuten mit Cox Habbema in der Titelrolle
- 2018: Das Märchen von der Regentrude, Deutschland, Märchenfilm der 11. Staffel aus der ARD-Reihe Sechs auf einen Streich

## Hörspiel
- Die Regentrude. Hörspiel 1986, 49:01 Minuten, mit Musik von Reinhard Lakomy, als LP erschienen bei LITERA Nr. 865381, Regie: Jürgen Schmidt
- Die Regentrude. Hörspiel, Rundfunk der DDR 1989, 40:45 Minuten mit Musik von Hermann Naehring, Regie: Angelika Perl und Heide Schwochow

## Musik
Robert Lillinger: Die Regentrude – Sinfonische Dichtung nach Theodor Storms gleichnamigem Märchen (für großes Orchester) (2021)